# Волзькі близнюки (шахи)
Волзькі близнюки — ідея утворення близнюків у шаховій композиції у такий спосіб: в першому близнюку чорна фігура типу А розв'язується вступним ходом білої фігури типу В, новий близнюк утворюється шляхом заміни чорної тематичної фігури типу А на фігуру типу В і в рішенні ця чорна фігура розв'язується вступним ходом білої фігури типу А.

## Історія
Цей спосіб утворення близнюків був запропонований російськими композиторами, від чого дістав назву — волзькі близнюки.
В початковій позиції першого близнюка чорна фігура типу А є зв'язана. Вступний хід робить біла фігура типу В, причому розв'язує тематичну чорну фігуру типу А. Для утворення нового близнюка чорна тематична фігура типу А замінюється чорною фігурою типу В, а в рішенні вступний хід робить біла фігура типу А з розв'язуванням чорної фігури, яка була замінена на фігуру типу В. Тобто якщо в першому близнюку розв'язував білий пішак чорного коня, то для утворення наступного близнюка замінюється чорний кінь на чорного пішака і тепер вступний хід робить білий кінь з розв'язуванням цього чорного пішака.
Ідея утворення близнюків у такий спосіб описується в деяких виданнях під назвою — волзька тема.
|   | a | b | c | d | e | f | g | h |   |
| 8 | c8 чорний слон · b7 чорний пішак · g7 білий ферзь · d6 чорний пішак · e6 чорний пішак · h6 чорний пішак · b5 чорний кінь · c5 білий кінь · f5 чорний король · g5 чорний пішак · a4 чорна тура · c4 чорний пішак · d4 біла тура · g4 чорний пішак · d3 чорна тура · g3 білий пішак · c2 білий слон · g2 білий король | c8 чорний слон · b7 чорний пішак · g7 білий ферзь · d6 чорний пішак · e6 чорний пішак · h6 чорний пішак · b5 чорний кінь · c5 білий кінь · f5 чорний король · g5 чорний пішак · a4 чорна тура · c4 чорний пішак · d4 біла тура · g4 чорний пішак · d3 чорна тура · g3 білий пішак · c2 білий слон · g2 білий король | c8 чорний слон · b7 чорний пішак · g7 білий ферзь · d6 чорний пішак · e6 чорний пішак · h6 чорний пішак · b5 чорний кінь · c5 білий кінь · f5 чорний король · g5 чорний пішак · a4 чорна тура · c4 чорний пішак · d4 біла тура · g4 чорний пішак · d3 чорна тура · g3 білий пішак · c2 білий слон · g2 білий король | c8 чорний слон · b7 чорний пішак · g7 білий ферзь · d6 чорний пішак · e6 чорний пішак · h6 чорний пішак · b5 чорний кінь · c5 білий кінь · f5 чорний король · g5 чорний пішак · a4 чорна тура · c4 чорний пішак · d4 біла тура · g4 чорний пішак · d3 чорна тура · g3 білий пішак · c2 білий слон · g2 білий король | c8 чорний слон · b7 чорний пішак · g7 білий ферзь · d6 чорний пішак · e6 чорний пішак · h6 чорний пішак · b5 чорний кінь · c5 білий кінь · f5 чорний король · g5 чорний пішак · a4 чорна тура · c4 чорний пішак · d4 біла тура · g4 чорний пішак · d3 чорна тура · g3 білий пішак · c2 білий слон · g2 білий король | c8 чорний слон · b7 чорний пішак · g7 білий ферзь · d6 чорний пішак · e6 чорний пішак · h6 чорний пішак · b5 чорний кінь · c5 білий кінь · f5 чорний король · g5 чорний пішак · a4 чорна тура · c4 чорний пішак · d4 біла тура · g4 чорний пішак · d3 чорна тура · g3 білий пішак · c2 білий слон · g2 білий король | c8 чорний слон · b7 чорний пішак · g7 білий ферзь · d6 чорний пішак · e6 чорний пішак · h6 чорний пішак · b5 чорний кінь · c5 білий кінь · f5 чорний король · g5 чорний пішак · a4 чорна тура · c4 чорний пішак · d4 біла тура · g4 чорний пішак · d3 чорна тура · g3 білий пішак · c2 білий слон · g2 білий король | c8 чорний слон · b7 чорний пішак · g7 білий ферзь · d6 чорний пішак · e6 чорний пішак · h6 чорний пішак · b5 чорний кінь · c5 білий кінь · f5 чорний король · g5 чорний пішак · a4 чорна тура · c4 чорний пішак · d4 біла тура · g4 чорний пішак · d3 чорна тура · g3 білий пішак · c2 білий слон · g2 білий король | 8 |
| 7 | c8 чорний слон · b7 чорний пішак · g7 білий ферзь · d6 чорний пішак · e6 чорний пішак · h6 чорний пішак · b5 чорний кінь · c5 білий кінь · f5 чорний король · g5 чорний пішак · a4 чорна тура · c4 чорний пішак · d4 біла тура · g4 чорний пішак · d3 чорна тура · g3 білий пішак · c2 білий слон · g2 білий король | c8 чорний слон · b7 чорний пішак · g7 білий ферзь · d6 чорний пішак · e6 чорний пішак · h6 чорний пішак · b5 чорний кінь · c5 білий кінь · f5 чорний король · g5 чорний пішак · a4 чорна тура · c4 чорний пішак · d4 біла тура · g4 чорний пішак · d3 чорна тура · g3 білий пішак · c2 білий слон · g2 білий король | c8 чорний слон · b7 чорний пішак · g7 білий ферзь · d6 чорний пішак · e6 чорний пішак · h6 чорний пішак · b5 чорний кінь · c5 білий кінь · f5 чорний король · g5 чорний пішак · a4 чорна тура · c4 чорний пішак · d4 біла тура · g4 чорний пішак · d3 чорна тура · g3 білий пішак · c2 білий слон · g2 білий король | c8 чорний слон · b7 чорний пішак · g7 білий ферзь · d6 чорний пішак · e6 чорний пішак · h6 чорний пішак · b5 чорний кінь · c5 білий кінь · f5 чорний король · g5 чорний пішак · a4 чорна тура · c4 чорний пішак · d4 біла тура · g4 чорний пішак · d3 чорна тура · g3 білий пішак · c2 білий слон · g2 білий король | c8 чорний слон · b7 чорний пішак · g7 білий ферзь · d6 чорний пішак · e6 чорний пішак · h6 чорний пішак · b5 чорний кінь · c5 білий кінь · f5 чорний король · g5 чорний пішак · a4 чорна тура · c4 чорний пішак · d4 біла тура · g4 чорний пішак · d3 чорна тура · g3 білий пішак · c2 білий слон · g2 білий король | c8 чорний слон · b7 чорний пішак · g7 білий ферзь · d6 чорний пішак · e6 чорний пішак · h6 чорний пішак · b5 чорний кінь · c5 білий кінь · f5 чорний король · g5 чорний пішак · a4 чорна тура · c4 чорний пішак · d4 біла тура · g4 чорний пішак · d3 чорна тура · g3 білий пішак · c2 білий слон · g2 білий король | c8 чорний слон · b7 чорний пішак · g7 білий ферзь · d6 чорний пішак · e6 чорний пішак · h6 чорний пішак · b5 чорний кінь · c5 білий кінь · f5 чорний король · g5 чорний пішак · a4 чорна тура · c4 чорний пішак · d4 біла тура · g4 чорний пішак · d3 чорна тура · g3 білий пішак · c2 білий слон · g2 білий король | c8 чорний слон · b7 чорний пішак · g7 білий ферзь · d6 чорний пішак · e6 чорний пішак · h6 чорний пішак · b5 чорний кінь · c5 білий кінь · f5 чорний король · g5 чорний пішак · a4 чорна тура · c4 чорний пішак · d4 біла тура · g4 чорний пішак · d3 чорна тура · g3 білий пішак · c2 білий слон · g2 білий король | 7 |
| 6 | c8 чорний слон · b7 чорний пішак · g7 білий ферзь · d6 чорний пішак · e6 чорний пішак · h6 чорний пішак · b5 чорний кінь · c5 білий кінь · f5 чорний король · g5 чорний пішак · a4 чорна тура · c4 чорний пішак · d4 біла тура · g4 чорний пішак · d3 чорна тура · g3 білий пішак · c2 білий слон · g2 білий король | c8 чорний слон · b7 чорний пішак · g7 білий ферзь · d6 чорний пішак · e6 чорний пішак · h6 чорний пішак · b5 чорний кінь · c5 білий кінь · f5 чорний король · g5 чорний пішак · a4 чорна тура · c4 чорний пішак · d4 біла тура · g4 чорний пішак · d3 чорна тура · g3 білий пішак · c2 білий слон · g2 білий король | c8 чорний слон · b7 чорний пішак · g7 білий ферзь · d6 чорний пішак · e6 чорний пішак · h6 чорний пішак · b5 чорний кінь · c5 білий кінь · f5 чорний король · g5 чорний пішак · a4 чорна тура · c4 чорний пішак · d4 біла тура · g4 чорний пішак · d3 чорна тура · g3 білий пішак · c2 білий слон · g2 білий король | c8 чорний слон · b7 чорний пішак · g7 білий ферзь · d6 чорний пішак · e6 чорний пішак · h6 чорний пішак · b5 чорний кінь · c5 білий кінь · f5 чорний король · g5 чорний пішак · a4 чорна тура · c4 чорний пішак · d4 біла тура · g4 чорний пішак · d3 чорна тура · g3 білий пішак · c2 білий слон · g2 білий король | c8 чорний слон · b7 чорний пішак · g7 білий ферзь · d6 чорний пішак · e6 чорний пішак · h6 чорний пішак · b5 чорний кінь · c5 білий кінь · f5 чорний король · g5 чорний пішак · a4 чорна тура · c4 чорний пішак · d4 біла тура · g4 чорний пішак · d3 чорна тура · g3 білий пішак · c2 білий слон · g2 білий король | c8 чорний слон · b7 чорний пішак · g7 білий ферзь · d6 чорний пішак · e6 чорний пішак · h6 чорний пішак · b5 чорний кінь · c5 білий кінь · f5 чорний король · g5 чорний пішак · a4 чорна тура · c4 чорний пішак · d4 біла тура · g4 чорний пішак · d3 чорна тура · g3 білий пішак · c2 білий слон · g2 білий король | c8 чорний слон · b7 чорний пішак · g7 білий ферзь · d6 чорний пішак · e6 чорний пішак · h6 чорний пішак · b5 чорний кінь · c5 білий кінь · f5 чорний король · g5 чорний пішак · a4 чорна тура · c4 чорний пішак · d4 біла тура · g4 чорний пішак · d3 чорна тура · g3 білий пішак · c2 білий слон · g2 білий король | c8 чорний слон · b7 чорний пішак · g7 білий ферзь · d6 чорний пішак · e6 чорний пішак · h6 чорний пішак · b5 чорний кінь · c5 білий кінь · f5 чорний король · g5 чорний пішак · a4 чорна тура · c4 чорний пішак · d4 біла тура · g4 чорний пішак · d3 чорна тура · g3 білий пішак · c2 білий слон · g2 білий король | 6 |
| 5 | c8 чорний слон · b7 чорний пішак · g7 білий ферзь · d6 чорний пішак · e6 чорний пішак · h6 чорний пішак · b5 чорний кінь · c5 білий кінь · f5 чорний король · g5 чорний пішак · a4 чорна тура · c4 чорний пішак · d4 біла тура · g4 чорний пішак · d3 чорна тура · g3 білий пішак · c2 білий слон · g2 білий король | c8 чорний слон · b7 чорний пішак · g7 білий ферзь · d6 чорний пішак · e6 чорний пішак · h6 чорний пішак · b5 чорний кінь · c5 білий кінь · f5 чорний король · g5 чорний пішак · a4 чорна тура · c4 чорний пішак · d4 біла тура · g4 чорний пішак · d3 чорна тура · g3 білий пішак · c2 білий слон · g2 білий король | c8 чорний слон · b7 чорний пішак · g7 білий ферзь · d6 чорний пішак · e6 чорний пішак · h6 чорний пішак · b5 чорний кінь · c5 білий кінь · f5 чорний король · g5 чорний пішак · a4 чорна тура · c4 чорний пішак · d4 біла тура · g4 чорний пішак · d3 чорна тура · g3 білий пішак · c2 білий слон · g2 білий король | c8 чорний слон · b7 чорний пішак · g7 білий ферзь · d6 чорний пішак · e6 чорний пішак · h6 чорний пішак · b5 чорний кінь · c5 білий кінь · f5 чорний король · g5 чорний пішак · a4 чорна тура · c4 чорний пішак · d4 біла тура · g4 чорний пішак · d3 чорна тура · g3 білий пішак · c2 білий слон · g2 білий король | c8 чорний слон · b7 чорний пішак · g7 білий ферзь · d6 чорний пішак · e6 чорний пішак · h6 чорний пішак · b5 чорний кінь · c5 білий кінь · f5 чорний король · g5 чорний пішак · a4 чорна тура · c4 чорний пішак · d4 біла тура · g4 чорний пішак · d3 чорна тура · g3 білий пішак · c2 білий слон · g2 білий король | c8 чорний слон · b7 чорний пішак · g7 білий ферзь · d6 чорний пішак · e6 чорний пішак · h6 чорний пішак · b5 чорний кінь · c5 білий кінь · f5 чорний король · g5 чорний пішак · a4 чорна тура · c4 чорний пішак · d4 біла тура · g4 чорний пішак · d3 чорна тура · g3 білий пішак · c2 білий слон · g2 білий король | c8 чорний слон · b7 чорний пішак · g7 білий ферзь · d6 чорний пішак · e6 чорний пішак · h6 чорний пішак · b5 чорний кінь · c5 білий кінь · f5 чорний король · g5 чорний пішак · a4 чорна тура · c4 чорний пішак · d4 біла тура · g4 чорний пішак · d3 чорна тура · g3 білий пішак · c2 білий слон · g2 білий король | c8 чорний слон · b7 чорний пішак · g7 білий ферзь · d6 чорний пішак · e6 чорний пішак · h6 чорний пішак · b5 чорний кінь · c5 білий кінь · f5 чорний король · g5 чорний пішак · a4 чорна тура · c4 чорний пішак · d4 біла тура · g4 чорний пішак · d3 чорна тура · g3 білий пішак · c2 білий слон · g2 білий король | 5 |
| 4 | c8 чорний слон · b7 чорний пішак · g7 білий ферзь · d6 чорний пішак · e6 чорний пішак · h6 чорний пішак · b5 чорний кінь · c5 білий кінь · f5 чорний король · g5 чорний пішак · a4 чорна тура · c4 чорний пішак · d4 біла тура · g4 чорний пішак · d3 чорна тура · g3 білий пішак · c2 білий слон · g2 білий король | c8 чорний слон · b7 чорний пішак · g7 білий ферзь · d6 чорний пішак · e6 чорний пішак · h6 чорний пішак · b5 чорний кінь · c5 білий кінь · f5 чорний король · g5 чорний пішак · a4 чорна тура · c4 чорний пішак · d4 біла тура · g4 чорний пішак · d3 чорна тура · g3 білий пішак · c2 білий слон · g2 білий король | c8 чорний слон · b7 чорний пішак · g7 білий ферзь · d6 чорний пішак · e6 чорний пішак · h6 чорний пішак · b5 чорний кінь · c5 білий кінь · f5 чорний король · g5 чорний пішак · a4 чорна тура · c4 чорний пішак · d4 біла тура · g4 чорний пішак · d3 чорна тура · g3 білий пішак · c2 білий слон · g2 білий король | c8 чорний слон · b7 чорний пішак · g7 білий ферзь · d6 чорний пішак · e6 чорний пішак · h6 чорний пішак · b5 чорний кінь · c5 білий кінь · f5 чорний король · g5 чорний пішак · a4 чорна тура · c4 чорний пішак · d4 біла тура · g4 чорний пішак · d3 чорна тура · g3 білий пішак · c2 білий слон · g2 білий король | c8 чорний слон · b7 чорний пішак · g7 білий ферзь · d6 чорний пішак · e6 чорний пішак · h6 чорний пішак · b5 чорний кінь · c5 білий кінь · f5 чорний король · g5 чорний пішак · a4 чорна тура · c4 чорний пішак · d4 біла тура · g4 чорний пішак · d3 чорна тура · g3 білий пішак · c2 білий слон · g2 білий король | c8 чорний слон · b7 чорний пішак · g7 білий ферзь · d6 чорний пішак · e6 чорний пішак · h6 чорний пішак · b5 чорний кінь · c5 білий кінь · f5 чорний король · g5 чорний пішак · a4 чорна тура · c4 чорний пішак · d4 біла тура · g4 чорний пішак · d3 чорна тура · g3 білий пішак · c2 білий слон · g2 білий король | c8 чорний слон · b7 чорний пішак · g7 білий ферзь · d6 чорний пішак · e6 чорний пішак · h6 чорний пішак · b5 чорний кінь · c5 білий кінь · f5 чорний король · g5 чорний пішак · a4 чорна тура · c4 чорний пішак · d4 біла тура · g4 чорний пішак · d3 чорна тура · g3 білий пішак · c2 білий слон · g2 білий король | c8 чорний слон · b7 чорний пішак · g7 білий ферзь · d6 чорний пішак · e6 чорний пішак · h6 чорний пішак · b5 чорний кінь · c5 білий кінь · f5 чорний король · g5 чорний пішак · a4 чорна тура · c4 чорний пішак · d4 біла тура · g4 чорний пішак · d3 чорна тура · g3 білий пішак · c2 білий слон · g2 білий король | 4 |
| 3 | c8 чорний слон · b7 чорний пішак · g7 білий ферзь · d6 чорний пішак · e6 чорний пішак · h6 чорний пішак · b5 чорний кінь · c5 білий кінь · f5 чорний король · g5 чорний пішак · a4 чорна тура · c4 чорний пішак · d4 біла тура · g4 чорний пішак · d3 чорна тура · g3 білий пішак · c2 білий слон · g2 білий король | c8 чорний слон · b7 чорний пішак · g7 білий ферзь · d6 чорний пішак · e6 чорний пішак · h6 чорний пішак · b5 чорний кінь · c5 білий кінь · f5 чорний король · g5 чорний пішак · a4 чорна тура · c4 чорний пішак · d4 біла тура · g4 чорний пішак · d3 чорна тура · g3 білий пішак · c2 білий слон · g2 білий король | c8 чорний слон · b7 чорний пішак · g7 білий ферзь · d6 чорний пішак · e6 чорний пішак · h6 чорний пішак · b5 чорний кінь · c5 білий кінь · f5 чорний король · g5 чорний пішак · a4 чорна тура · c4 чорний пішак · d4 біла тура · g4 чорний пішак · d3 чорна тура · g3 білий пішак · c2 білий слон · g2 білий король | c8 чорний слон · b7 чорний пішак · g7 білий ферзь · d6 чорний пішак · e6 чорний пішак · h6 чорний пішак · b5 чорний кінь · c5 білий кінь · f5 чорний король · g5 чорний пішак · a4 чорна тура · c4 чорний пішак · d4 біла тура · g4 чорний пішак · d3 чорна тура · g3 білий пішак · c2 білий слон · g2 білий король | c8 чорний слон · b7 чорний пішак · g7 білий ферзь · d6 чорний пішак · e6 чорний пішак · h6 чорний пішак · b5 чорний кінь · c5 білий кінь · f5 чорний король · g5 чорний пішак · a4 чорна тура · c4 чорний пішак · d4 біла тура · g4 чорний пішак · d3 чорна тура · g3 білий пішак · c2 білий слон · g2 білий король | c8 чорний слон · b7 чорний пішак · g7 білий ферзь · d6 чорний пішак · e6 чорний пішак · h6 чорний пішак · b5 чорний кінь · c5 білий кінь · f5 чорний король · g5 чорний пішак · a4 чорна тура · c4 чорний пішак · d4 біла тура · g4 чорний пішак · d3 чорна тура · g3 білий пішак · c2 білий слон · g2 білий король | c8 чорний слон · b7 чорний пішак · g7 білий ферзь · d6 чорний пішак · e6 чорний пішак · h6 чорний пішак · b5 чорний кінь · c5 білий кінь · f5 чорний король · g5 чорний пішак · a4 чорна тура · c4 чорний пішак · d4 біла тура · g4 чорний пішак · d3 чорна тура · g3 білий пішак · c2 білий слон · g2 білий король | c8 чорний слон · b7 чорний пішак · g7 білий ферзь · d6 чорний пішак · e6 чорний пішак · h6 чорний пішак · b5 чорний кінь · c5 білий кінь · f5 чорний король · g5 чорний пішак · a4 чорна тура · c4 чорний пішак · d4 біла тура · g4 чорний пішак · d3 чорна тура · g3 білий пішак · c2 білий слон · g2 білий король | 3 |
| 2 | c8 чорний слон · b7 чорний пішак · g7 білий ферзь · d6 чорний пішак · e6 чорний пішак · h6 чорний пішак · b5 чорний кінь · c5 білий кінь · f5 чорний король · g5 чорний пішак · a4 чорна тура · c4 чорний пішак · d4 біла тура · g4 чорний пішак · d3 чорна тура · g3 білий пішак · c2 білий слон · g2 білий король | c8 чорний слон · b7 чорний пішак · g7 білий ферзь · d6 чорний пішак · e6 чорний пішак · h6 чорний пішак · b5 чорний кінь · c5 білий кінь · f5 чорний король · g5 чорний пішак · a4 чорна тура · c4 чорний пішак · d4 біла тура · g4 чорний пішак · d3 чорна тура · g3 білий пішак · c2 білий слон · g2 білий король | c8 чорний слон · b7 чорний пішак · g7 білий ферзь · d6 чорний пішак · e6 чорний пішак · h6 чорний пішак · b5 чорний кінь · c5 білий кінь · f5 чорний король · g5 чорний пішак · a4 чорна тура · c4 чорний пішак · d4 біла тура · g4 чорний пішак · d3 чорна тура · g3 білий пішак · c2 білий слон · g2 білий король | c8 чорний слон · b7 чорний пішак · g7 білий ферзь · d6 чорний пішак · e6 чорний пішак · h6 чорний пішак · b5 чорний кінь · c5 білий кінь · f5 чорний король · g5 чорний пішак · a4 чорна тура · c4 чорний пішак · d4 біла тура · g4 чорний пішак · d3 чорна тура · g3 білий пішак · c2 білий слон · g2 білий король | c8 чорний слон · b7 чорний пішак · g7 білий ферзь · d6 чорний пішак · e6 чорний пішак · h6 чорний пішак · b5 чорний кінь · c5 білий кінь · f5 чорний король · g5 чорний пішак · a4 чорна тура · c4 чорний пішак · d4 біла тура · g4 чорний пішак · d3 чорна тура · g3 білий пішак · c2 білий слон · g2 білий король | c8 чорний слон · b7 чорний пішак · g7 білий ферзь · d6 чорний пішак · e6 чорний пішак · h6 чорний пішак · b5 чорний кінь · c5 білий кінь · f5 чорний король · g5 чорний пішак · a4 чорна тура · c4 чорний пішак · d4 біла тура · g4 чорний пішак · d3 чорна тура · g3 білий пішак · c2 білий слон · g2 білий король | c8 чорний слон · b7 чорний пішак · g7 білий ферзь · d6 чорний пішак · e6 чорний пішак · h6 чорний пішак · b5 чорний кінь · c5 білий кінь · f5 чорний король · g5 чорний пішак · a4 чорна тура · c4 чорний пішак · d4 біла тура · g4 чорний пішак · d3 чорна тура · g3 білий пішак · c2 білий слон · g2 білий король | c8 чорний слон · b7 чорний пішак · g7 білий ферзь · d6 чорний пішак · e6 чорний пішак · h6 чорний пішак · b5 чорний кінь · c5 білий кінь · f5 чорний король · g5 чорний пішак · a4 чорна тура · c4 чорний пішак · d4 біла тура · g4 чорний пішак · d3 чорна тура · g3 білий пішак · c2 білий слон · g2 білий король | 2 |
| 1 | c8 чорний слон · b7 чорний пішак · g7 білий ферзь · d6 чорний пішак · e6 чорний пішак · h6 чорний пішак · b5 чорний кінь · c5 білий кінь · f5 чорний король · g5 чорний пішак · a4 чорна тура · c4 чорний пішак · d4 біла тура · g4 чорний пішак · d3 чорна тура · g3 білий пішак · c2 білий слон · g2 білий король | c8 чорний слон · b7 чорний пішак · g7 білий ферзь · d6 чорний пішак · e6 чорний пішак · h6 чорний пішак · b5 чорний кінь · c5 білий кінь · f5 чорний король · g5 чорний пішак · a4 чорна тура · c4 чорний пішак · d4 біла тура · g4 чорний пішак · d3 чорна тура · g3 білий пішак · c2 білий слон · g2 білий король | c8 чорний слон · b7 чорний пішак · g7 білий ферзь · d6 чорний пішак · e6 чорний пішак · h6 чорний пішак · b5 чорний кінь · c5 білий кінь · f5 чорний король · g5 чорний пішак · a4 чорна тура · c4 чорний пішак · d4 біла тура · g4 чорний пішак · d3 чорна тура · g3 білий пішак · c2 білий слон · g2 білий король | c8 чорний слон · b7 чорний пішак · g7 білий ферзь · d6 чорний пішак · e6 чорний пішак · h6 чорний пішак · b5 чорний кінь · c5 білий кінь · f5 чорний король · g5 чорний пішак · a4 чорна тура · c4 чорний пішак · d4 біла тура · g4 чорний пішак · d3 чорна тура · g3 білий пішак · c2 білий слон · g2 білий король | c8 чорний слон · b7 чорний пішак · g7 білий ферзь · d6 чорний пішак · e6 чорний пішак · h6 чорний пішак · b5 чорний кінь · c5 білий кінь · f5 чорний король · g5 чорний пішак · a4 чорна тура · c4 чорний пішак · d4 біла тура · g4 чорний пішак · d3 чорна тура · g3 білий пішак · c2 білий слон · g2 білий король | c8 чорний слон · b7 чорний пішак · g7 білий ферзь · d6 чорний пішак · e6 чорний пішак · h6 чорний пішак · b5 чорний кінь · c5 білий кінь · f5 чорний король · g5 чорний пішак · a4 чорна тура · c4 чорний пішак · d4 біла тура · g4 чорний пішак · d3 чорна тура · g3 білий пішак · c2 білий слон · g2 білий король | c8 чорний слон · b7 чорний пішак · g7 білий ферзь · d6 чорний пішак · e6 чорний пішак · h6 чорний пішак · b5 чорний кінь · c5 білий кінь · f5 чорний король · g5 чорний пішак · a4 чорна тура · c4 чорний пішак · d4 біла тура · g4 чорний пішак · d3 чорна тура · g3 білий пішак · c2 білий слон · g2 білий король | c8 чорний слон · b7 чорний пішак · g7 білий ферзь · d6 чорний пішак · e6 чорний пішак · h6 чорний пішак · b5 чорний кінь · c5 білий кінь · f5 чорний король · g5 чорний пішак · a4 чорна тура · c4 чорний пішак · d4 біла тура · g4 чорний пішак · d3 чорна тура · g3 білий пішак · c2 білий слон · g2 білий король | 1 |
|   | a | b | c | d | e | f | g | h |   |

FEN: 2b5/1p4Q1/3pp2p/1nN2kp1/r1pR2p1/3r2P1/2B3K1/8
b) d3 = d3

a) 1. Se4! ~ 2. Qf6#
1. ... Rd2+  2. Sxd2#
1. ... Rxg3+ 2. Sxg3#
1. ... Sxd4   2. Sxd6#
b) 1. Re4! ~ 2. Qf7#
1. ... Se1+ 2. Rxe1#,   1. ... Sf4+  2. Rxf4#
1. ... dc     2. Re5#,     1. ... Se5 2. Rxe5, Rf4#

В першому близнюку вступним ходом білий кінь розв'язує чорну туру «d3». Близнюк утворюється шляхом заміни чорної тури «d3» чорним конем, і в цьому близнюку вступним ходом чорний кінь «d3» розв'язується білою турою.